# Die Liebe der Jeanne Ney
Die Liebe der Jeanne Ney ist ein deutscher Spielfilm von Georg Wilhelm Pabst aus dem Jahr 1927. Er entstand nach dem gleichnamigen Roman von Ilja Ehrenburg.

## Handlung
Der französische Auslandskorrespondent Alfred Ney lebt mit seiner Tochter Jeanne bereits seit sechs Jahren auf der Krim. Es ist die Endphase des Russischen Bürgerkriegs. Er hat das Land inzwischen so satt, dass er mit Jeanne wieder zurück nach Paris will. Vom weißgardistischen Spitzel Chalybieff bekommt er eine Liste mit den Namen bolschewistischer Agenten zugespielt, die er ihm abkauft. Die Bolschewiki erfahren davon, und zwei von ihnen wollen Ney die Liste wieder abnehmen. Dabei kommt es zu einem Schusswechsel und Alfred Ney wird erschossen. Die herbeieilende Jeanne Ney ist schockiert, einer der Bolschewiken ist Andrej, in den sie sich verliebt hat. Andrejs Freund Zacharkiewicz hilft ihr, nach dem Einmarsch der Roten Armee im Ort auf einem Schiff nach Paris zu fliehen.
Sie kommt dort in der Detektei ihres Onkels Raymond Ney als Schreibkraft unter, jedoch erst nachdem Raymond Neys blinde Tochter Gabriele ihn eindringlich darum gebeten hat. Kurz darauf erscheint Chalybieff in der Detektei. Als er sieht, dass Gabrieles Vater nicht unvermögend ist, macht er sich an die Blinde heran und überbringt ihr schließlich gar einen Heiratsantrag. Mittlerweile ist auch Andrej in Paris eingetroffen, der die Matrosen in Toulon bei revolutionären Aktionen mit Geld unterstützen soll. Er nimmt Kontakt zu Jeanne auf. Bei der Feier zur Verlobung mit Gabriele versucht Chalybieff, Jeanne zu küssen, während Gabriele nichtsahnend seine Hand streichelt. Später in einer Bar verrät er volltrunken dem Barmädchen Margot seinen Plan, Gabriele nach der Hochzeit zu beseitigen; er wolle mit Margot und dem Geld dann fliehen. Margot informiert Jeanne und Raymond Ney wirft den Erbschleicher raus.
Der Detektiv Gaston ist beauftragt, nach dem Verbleib eines Diamanten zu forschen, der von einem reichen Amerikaner einem Juwelier zur Aufbewahrung übergeben wurde und dort abhandenkam und für dessen Wiederauffinden eine Belohnung von 50.000 Dollar ausgeschrieben ist. Er stellt fest, dass der Papagei des Juweliers den Diamanten gefressen hat, und macht mit dem Tier zum Entsetzen der Juweliersfrau kurzen Prozess. Raymond Ney vereinbart die Übergabe des Diamanten telefonisch für den Abend und zählt in seiner Vorfreude schon eifrig das von ihm imaginierte Geld. Als er dem vermeintlichen Geldüberbringer die Tür öffnet, wird er augenblicklich von zwei Händen erwürgt. Es war Chalybieff, der den Diamanten stiehlt und eine Jacke mit einem Bild und einem Brief von Andrej am Tatort zurücklässt, um den Verdacht auf diesen zu lenken. Mit einer Hure, die er auf der Straße aufgelesen hat geht Chalybieff in sein Hotel und begegnet dort zufällig Jeanne und Andrej, die eine gemeinsame Nacht dort verbracht haben. Der Plan gelingt; Andrej wird am nächsten Tag mit viel Geld in der Tasche im Zug verhaftet.
Jeanne geht zu Chalybieff und beschwört ihn, Andrejs Alibi zu bestätigen. Während der Diskussion fällt der Diamant aus seiner Tasche und Jeanne sieht den Mörder ihres Onkels vor sich. Nach kurzer Flucht wird er verhaftet und Andrej freigelassen. Jeanne und Andrej knien schließlich gemeinsam vor dem Altar einer Kirche.

## Entstehungsgeschichte
Die Dreharbeiten fanden von Mai bis August 1927 statt. Die Außenszenen in Paris wurden am Originalschauplatz gedreht, die übrigen entstanden im Babelsberger Studio der Ufa. Die Bauten stammen von Otto Hunte und Victor Trivas. Der Autor Ehrenburg war zeitweise bei den Dreharbeiten anwesend und beeindruckt von dem Aufwand; er beschreibt u. a., welche Mühe es bedeutete, eine lebendige Wanze in Chalybieffs Hotelzimmer in Nahaufnahme zu filmen. Ihm wurde andererseits bedenklich zumute, wenn er die Komparsen beobachtete, die die weißgardistischen Offiziere spielen mussten – es handelte sich offenbar großenteils wirklich um ehemalige Weißgardisten, die für 15 Mark am Tag ihre Uniformen auftrugen.
Die Liebe der Jeanne Ney hatte am 6. Dezember 1927 Premiere im Berliner U.T. am Kurfürstendamm. Der Film weicht von seiner literarischen Vorlage an einigen Stellen ab. Insbesondere hat er ein Happy End, im Roman hingegen wird Andrej verurteilt und hingerichtet. Der Romanautor berichtete in dem Essay „Eine Begegnung des Autors mit seinen Gestalten“ schon 1927 eingehend von der Bearbeitung seiner Vorlage: „Zuerst habe ich das Haus der Ufa gesehen ... In einem der zwei- oder dreihundert Zimmer wurde die Brauchbarkeit des Romans dieses russischen Autors erörtert. Hier zog man alles in Betracht: Mädchentränen und die Ausgaben für die Requisiten, den Abbruch der Beziehungen zwischen England und der Sowjetunion und die Vorliebe der Argentinier für Justizirrtümer. ‚Jeanne‘ wurde gewogen, gemessen und bearbeitet. Man übergab sie einem erfahrenen bebrillten Fachmann, der die Gesetze des Objektivs und den Geschmack des Publikums in allen fünf Erdteilen kannte. Sie wurde gestutzt, eingeweicht, getrocknet, zerstückelt. Man machte aus ihr ein Szenarium.“ In einem offenen Brief an die Frankfurter Zeitung, der am 29. Februar 1928 auf der Titelseite erschien, protestierte Ehrenburg gegen das Happy End des Films. Unter anderem machte er sich über moralisierende Tendenzen lustig; so sei in dem Stundenhotel, wo Andrej und Jeanne ihre gemeinsame Nacht verbringen, das moralisch möglicherweise bedenkliche Bett entfernt worden. In der Filmfassung könne den Liebenden eine idyllische bürgerliche Zukunft im Appartement prophezeit werden, mit Staubsauger, entkoffeiniertem Kaffee und wöchentlichem Kinobesuch. Die Veränderung des Schlusses kommentierte Ehrenburg mit einer sarkastischen, an Bertolt Brecht erinnernden Bemerkung: „Im Buch wird der unschuldige Held hingerichtet. Diese Speise ist für den Drachen zu schwer. Im Film kriegen sie sich: der unschuldige Held und die schöne Heldin. Im Buch ist das Leben schlecht eingerichtet. Folglich muss man es verändern. Im Film ist das Leben gut eingerichtet. Folglich sollte man sich schlafen legen. Wie man sieht, ist es nicht so schwer, die Gesetze des Objektivs zu verstehen.“

## Fassungen
Neben der deutschen Kinofassung gibt es eine um rund 20 Minuten gekürzte amerikanische Kinofassung.

## Kritiken
„In extremen Kameraeinstellungen spürt man den Einfluss der Russenfilme. In seiner suggestiven Bildsprache, die Düsternis, Fenster, Spiegel, Wasserpfützen ausführlich nutzt, entwickelt er [Pabst] Elemente des Expressionismus weiter. In seiner Haltung bleibt der Film im Ufa-Programm ein Außenseiter, in seinem Inszenierungsstil setzt Pabst die besten Traditionen seiner prallen, drastischen Wirklichkeit fort, wenngleich er auch seinen Hang zur Melodramatik nicht verleugnen kann.“

„Sentimentale, doch hervorragend inszenierte Kriegsgeschichte über die Zeit nach der russischen Revolution: die Tochter eines französischen Journalisten verliebt sich in Odessa in einen Offizier der Roten Armee und trifft ihn später in Paris wieder, wo sie ihn vor der Guillotine retten kann. Klassischer UFA-Stummfilm, der Elemente des sowjetischen Revolutionskinos mit dem Expressionismus deutscher Prägung mischt. Die realitätsnahe Inszenierung wird durch melodramatische Effekte überhöht.“